# ناصرآباد چهگواری
ناصرآباد چهگواری، روستایی در دهستان کهور خشک بخش ناصریه شهرستان گنبکی در استان کرمان ایران است.

## جمعیت
بر پایه سرشماری عمومی نفوس و مسکن در سال ۱۳۹۵، جمعیت این روستا برابر با ۹۸۹ نفر (۲۶۲ خانوار) بوده است.